# Sirnach
Sirnach – miejscowość i gmina (Politische Gemeinde) w północno-wschodniej Szwajcarii, w kantonie Turgowia, w okręgu (Bezirk) Münchwilen. Leży nad rzeką Murg.

## Demografia
W Sirnach mieszka 7 936 osób. W 2021 roku 24,4% populacji gminy stanowiły osoby urodzone poza Szwajcarią. 

## Współpraca
Miejscowość partnerska:
- Helvécia, Węgry

## Transport
Przez teren gminy przebiegają autostrada A1 oraz droga główna nr 468.